# Ronowijayan (Siman)
Ronowijayan is een bestuurslaag in het regentschap Ponorogo van de provincie Oost-Java, Indonesië. Ronowijayan telt 3330 inwoners (volkstelling 2010).